# Commanderie de Villejésus (Indre-et-Loire)
Pour l’article homonyme, voir Commanderie de Villejésus en Charente.
La commanderie de Villejésus était une commanderie hospitalière de l'ordre de Saint-Jean de Jérusalem située sur l'actuel territoire communal de Bossay-sur-Claise, dans le département d'Indre-et-Loire, en région Centre-Val de Loire.

## Historique
La fondation de cette commanderie est antérieure au XIIIe siècle puisqu'on recense une transaction entre les  « frères de l'Hôpital de Villejésus » et les prêtres de Saint-Michel-en-Brenne en 1199.
Il s'agit d'une commanderie qui faisait partie du grand prieuré d'Aquitaine (la Touraine en faisait partie), mais qui était proche des possessions de l'ordre qui étaient rattachées au grand prieuré d'Auvergne, à savoir:
- Le prieuré hospitalier de Lureuil
  - Nuret-le-Ferron et Saint-Nazaire, membres de Lureuil
  - Launay, La Salle et Selles-sur-Nahon, annexes de Lureuil
- La commanderie de L'Ormeteau
  - Temple de Châteauroux, membre de l'Ormeteau
- La commanderie de Villefranche-sur-Cher
  - Bourgneuf, L'Épinat (Varennes-sur-Fouzon) et Valençay, membres de Villefranche
- L'Hôpital-de-L'Espardelière (L'expardelière, Lussac-les-Églises), membre de la commanderie de Villejésus 
  - Répertorié comme un membre de Villejésus en Charente[2] bien que cette dernière soit très éloignée de L'Espardelière.

À la fin du XVIIe siècle, Villejésus était devenu un membre de la commanderie du Blizon, une commanderie du grand prieuré d'Aquitaine mais ce n'était pas encore le cas au milieu de ce siècle. Les membres de la commanderie du Blizon étant alors:
- Beauvais, commune de Buzançais, département de l'Indre
- L'Épinat (l'Espinat), commune de Barrou,  département d'Indre-et-Loire
- L'Hôpitau sous piégu, commune de Ligueil, Indre-et-Loire (au sud-Est, sur la D59)
- Villejésus
- Rouflac, commune de Haims, département de la Vienne (au nord, proche de la D119)
- Saint-Opriant (Saint-Auprien), commune de Lignac, Indre
- Charneuil (Charnoblé), commune de Mauvières, Indre
- Lavaudieu (la Vau-Dieu),commune de Saint-Hilaire-sur-Benaize, Indre
- Plaincourault, commune de Mérigny, Indre

| \| Villejésus Grand Prieuré d'Aquitaine Grand Prieuré d'Auvergne Beauvais Blizon Charneuil L'Hopitau-sous-Piégu Lavaudieu Plaincourault Rouflac L'Épinat · (Barrou) Saint-Opriant Bourgneuf Châteauroux L'Épinat (Varennes) L'Expardelière Launay Lureuil Nuret-le-Ferron L'Ormeteau Saint-Nazaire La Salle Selles-sur-Nahon Valençay Villefranche \| Principales commanderies et membres autour de la commanderie de Villejésus. · Grand prieuré d'Aquitaine ( ; ) / Grand prieuré d'Auvergne ( ; ). |
| Villejésus Grand Prieuré d'Aquitaine Grand Prieuré d'Auvergne Beauvais Blizon Charneuil L'Hopitau-sous-Piégu Lavaudieu Plaincourault Rouflac L'Épinat · (Barrou) Saint-Opriant Bourgneuf Châteauroux L'Épinat (Varennes) L'Expardelière Launay Lureuil Nuret-le-Ferron L'Ormeteau Saint-Nazaire La Salle Selles-sur-Nahon Valençay Villefranche |

### Liste des commandeurs
| Nom                                            | Période     | Commentaires |
| ---------------------------------------------- | ----------- | --- |
| ...                                            | ...         | ... |
| fr. Simon de la Forest                         | 1312        | |
| fr. Jean de Pleneau (ou Plesneau)              | 1366        | Commandeur de la Chastre-aux-Grolles |
| fr. Jean Grivel (Jehan Griveau, Gruel)         | 1382        | Fils de Jean Grivel et d'Agnès de Cournon. commandeur de Chamberaud (1389) puis de la Vaufranche (1402), etc. Ensuite sénéchal du prieuré d'Auvergne (1419), |
| ...                                            | ...         | ... |
| fr. Jean-Baptiste de Sesmaisons                | 1691        | Commandeur du Blizon, Coudrie et Puyravaux et des membres dépendants dont L'Épinat et Villejésus.                                                            |
| fr. Philippe-Joseph de Lesmerie-d'Eschoisy     | 1713 - 1719 | Commandeur du Blizon et de ses membres dont Villejésus Ensuite grand prieur d'aquitaine (1733-1752)                                                          |
| fr. Jacques-François Guinebaud de la Grostière | 1756 - 1759 | Commandeur d'Aussigny, du Blizon et des membres dépendants Villejésus n'est pas explicitement mentionnée mais rien n'indique qu'elle en a été séparée        |
| fr. Léon-Hyacynthe Lingier de Saint-Sulpice    | ? - 1789    | († 3 décembre 1793, Hagueneau) En 1789: commandeur du Blizon, de Villejésus, de Fretay et de la Chastre-aux-Grolles                                          |